# 빌헬름 카이텔
빌헬름 보데빈 요한 구스타프 카이텔(독일어: Wilhelm Bodewin Johann Gustav Keitel, 1882년 9월 22일 ~ 1946년 10월 16일)은 독일의 군인이자 나치 국방부 원수이다.

## 생애
1901년에 장교로 입대해 군 생활을 시작했고, 제1차 세계 대전에도 참전했다. 서부 전선 (제1차 세계 대전)에서 활동하다가 벨기에 지역에서 부상당한 뒤에는 주로 참모부에서 근무했으며, 종전 후에는 국방부 등에서 참모 장교로 활동했다.
1933년 나치당 집권 후 친나치 계열 장교로 주목받기 시작했고, 2년 뒤인 1935년에는 베르너 폰 프리치의 추천으로 소장이 되었다. 다시 2년 뒤인 1937년에는 프리치와 독일 전쟁장관 겸 국방군 총사령관 베르너 폰 블롬베르크가 나치 고위층에 의해 조작/과장된 스캔들로 물러난 뒤, 히틀러에 의해 대장으로 진급됨과 동시에 국방군 총사령관으로 임명되었다.
2차대전 초반에는 계속되는 승전으로 자신의 입지를 굳혔지만, 히틀러가 추진한 여러 작전에 대해 불안감 혹은 반대 의사를 보여 질책을 받기도 했다. 1940년 프랑스 점령의 공로로 원수로 승진함과 동시에 철십자장을 수여받았다.
이후 독소전쟁의 작전 계획과 실행을 맡았으나, 계속되는 고위 장군들의 반대 의견과 항명 등에 분개한 히틀러가 직접 군 통수권을 쥐면서 카이텔은 히틀러에게 반대되는 의견을 거의 내놓지 않게 되었다. 동료 장군들은 카이텔을 '라카이텔(Lakeitel, 아첨꾼)'이라는 경멸섞인 별명으로 불렀다.
독소전쟁 기간 중 카이텔은 하인리히 힘러 휘하의 무장친위대가 점령지에서 벌인 전쟁 범죄에 대해서도 방임했고, 히틀러가 내린 정치위원 등 비정규 전투원에 대한 학살 명령서에도 서명하는 등 정규전의 원칙을 무시하는 태도를 보였다. 이러한 행동은 전후 전범으로 기소되는데 결정적인 증거가 되었다.
1944년 히틀러 암살미수 사건 직후에는 암살기도 관련자들에 대한 체포와 즉결 처분, 군직 박탈 명령을 내려 히틀러의 신임을 얻었고, 히틀러의 명령대로 전군에 나치식 경례를 도입하는 등 군의 나치 종속화에 앞장섰다.
베를린 공방전 때는 나치 지도부의 베를린 탈출을 계속 건의했으나, 히틀러는 이를 거부하고 카이텔에게 베를린 밖으로 나가 베를린 공방전을 위한 베를린 밖의 부대들을 지휘할 것을 명령하였다. 카이텔은 그 직후 베를린을 떠나 베를린 공방전을 위한 전투에 임했으며, 이후 플렌스부르크에 칼 되니츠가 세운 임시 정부로 옮겨갔고, 히틀러가 4월 30일 자살하고 베를린이 소련군에게 넘어가자 알프레트 요들이 아이젠하워 원수 앞에서 항복 서명을 했지만 소련의 이의제기로 인해 1945년 5월 8일에 다시 베를린으로 돌아가 소련 게오르기 주코프 원수가 내민 무조건 항복 문서에 서명했다.
항복 직후 4일 뒤 연합군에 의해 전쟁범죄자로 체포되었으며, 재판 당시 소련의 반대로 군복의 계급장, 서훈도 전부 강제 탈거되었다. 뉘른베르크 재판에서 모든 기소 항목에 대한 유죄가 인정되어 사형을 언도받았다. 카이텔은 군인의 전통적 처형법인 총살형을 요구했으나, 재판부는 이를 각하하고 다른 사형 언도자들과 마찬가지로 교수형에 처했다. 카이텔은 형 집행 직전, "나는 하느님의 축복이 모든 독일인들에게 있기를 바란다. 200만이 넘는 독일 군인들이 아버지 조국을 위해서 목숨을 바쳤다. 이제 나도 아들들(죽은 독일 군인들)을 따라간다. 모든 것은 독일을 위해!"("I call on God Almighty to have mercy on the German people. More than two million German soldiers went to their death for the fatherland before me. I follow now my sons — all for Germany!")라는 유언을 남겼다.
이유는 당시 재판부 판사들은 군인 계급을 가진 자들은 총살형을 선고하고 그렇지 않은 나머지는 교수형으로 선고하려고 하였으나 당시 재판에서 소련측 판사인 이오나 니키첸코 소장의 격렬한 반대로 군인들도 교수형으로 결정되어서 교수형을 선고받았고, 교수형 집행시 줄 길이를 조절하고 발판이 작게 만들어지면서 낙하시 머리를 다치면서 피를 흘리며 최장 시간 24분을 기록해서 고통 속에 질식사했다.

### 참고 문헌
- Browning, Christopher (2004). 《The Origins of the Final Solution》. University of Nebraska Press and Yad Vashem. ISBN 0-8032-1327-1.
- Broszat, Martin (1981). 《The Hitler State: The Foundation and Development of the Internal Structure of the Third Reich》. New York: Longman Inc. ISBN 0-582-49200-9.
- Burleigh, Michael (2010). 《Moral Combat: Good and Evil in World War II》. New York and London: Harper Collins. ISBN 978-0-00-719576-3.
- Conot, Robert E. (2000) [1947]. 《Justice at Nuremberg》. New York: Carroll & Graf Publishers. ISBN 978-0-88184-032-2.
- Darnstädt, Thomas (2005년 4월 4일). “EinGlücksfall der Geschichte”. 《Der Spiegel》 (독일어). 2019년 10월 15일에 확인함.
- de Vabres, M. (2008). “Judgement:Keitel”. 《The Avalon Project》. Lillian Goldman Law Library. 2019년 11월 11일에 확인함.
- Editorial staff (n.d.). “Night and Fog Decree”. 《Encyclopædia Britannica》. 2019년 10월 6일에 확인함.
- Förster, Jürgen (1998). 〈Complicity or Entanglement? The Wehrmacht, the War and the Holocaust (pages 266–283)〉.   Michael Berenbaum & Abraham Peck. 《The Holocaust and History The Known, the Unknown, the Disputed and the Reexamiend》. Bloomington: Indian University Press. ISBN 978-0-253-33374-2.
- Goerlitz, Walter (2003). 〈Keitel, Jodl, and Warlimont〉.   Barnett, Correlli. 《Hitler's Generals》. Grove Press. 139–175쪽. ISBN 978-0802139948.
- Heer, Hannes; Manoschek, Walter; Pollak, Alexander; Wodak, Ruth (2008). 《The Discursive Construction of History: Remembering the Wehrmacht's War of Annihilation》. New York: Palgrave Macmillan. ISBN 9780230013230.
- Hildebrand, Klaus (1986). 《The Third Reich》. London & New York: Routledge. ISBN 0-04-9430327.
- Kane, Thomas M. (2004). 〈Keitel, Wilhelm〉.   Bradford, James C. 《International Encyclopedia of Military History》 (영어). Routledge. 707–708쪽. ISBN 978-1-135-95034-7.
- Keitel, Wilhelm (1949). 《Questionnaire on the Ardennes offensive》. Historical Division, Headquarters, United States Army, Europe. ASIN B0007K46NA.
- Kershaw, Ian (2001). 《Hitler 1936–1945: Nemesis》. Penguin. ISBN 978-0140272390.
- Kershaw, Ian (2008). 《Hitler: A Biography》. New York: W. W. Norton & Company. ISBN 978-0-393-06757-6.
- Knopp, Guido (2001) [1998]. 《Hitlers Krieger》 [Hitler's Warriors] (스웨덴어). 번역 Irheden, Ulf. Leipzig: Goldmann Verlag. ISBN 91-89442-17-2.
- Margaritis, Peter (2019). 《Countdown to D-Day: The German Perspective》. Oxford, UK & PA, USA: Casemate. ISBN 978-1-61200-769-4.
- Mazower, Mark (2008). 《Hitler's Empire: Nazi Rule in Occupied Europe》. London: Allen Lane. ISBN 9780713996814.
- Megargee, Geoffrey (2006). 《War of Annihilation. Combat and Genocide on the Eastern Front, 1941》. Rowman & Littelefield. ISBN 0-7425-4481-8.
- Megargee, Geoffrey P. (2000). 《Inside Hitler's High Command》. Lawrence, Kansas: Kansas University Press. ISBN 0-7006-1015-4.
- Mitcham, Samuel; Mueller, Gene (2012). 《Hitler's Commanders: Officers of the Wehrmacht, the Luftwaffe, the Kriegsmarine, and the Waffen-SS》. Lanham, MD: Rowman & Littlefield. ISBN 978-1-44221-153-7.
- Mitcham, Samuel W. Jr. (2001). 《Hitler's Field Marshals and Their Battles》. New York City, New York: Cooper Square Press. ISBN 0-8154-1130-8.
- Mueller, Gene (1979). 《The Forgotten Field Marshal: Wilhelm Keitel》. Durham, NC: Moore Publishing. ISBN 978-0-87716-105-9.
- Piper, Ernst (2007년 1월 16일). “Der Tod durch den Strick dauerte 15 Minuten”. 《Spiegel Online》 (독일어). Der Spiegel. 2019년 11월 17일에 확인함.
- Stahel, David (2009). 《Operation Barbarossa and Germany's Defeat in the East》. Cambridge, UK: Cambridge University Press. ISBN 978-0-521-76847-4.
- Shepherd, Ben (2016). 《Hitler's Soldiers: The German Army in the Third Reich》. Yale University Press. ISBN 9780300179033.
- Shirer, William L. (1990). 《Rise And Fall Of The Third Reich: A History of Nazi Germany》. Simon and Schuster. ISBN 978-0-671-72868-7.
- Smith, Kingsbury (1946년 10월 16일). “The Execution of Nazi War Criminals”. Nuremberg Gaol, Germany. International News Service. 2019년 11월 17일에 확인함.
- Tucker, Spencer (2005). 《World War II: A Student Encyclopedia》. ABC Clio. ISBN 1-85109-857-7.
- USHMM (n.d.). “Wilhelm Keitel: Biography”. 《United States Holocaust Memorial Museum》. 2019년 10월 6일에 확인함.
- Walker, Andrew (2006). 《The Nazi War Trials》. CPD Ltd. ISBN 978-1-903047-50-7.
- Wilkes, Donald E. Jr. (2002). “"The Trial of the Century – and of all time". Part two”. 《Popular Media》 (University of Georgia School of Law) 33. 2019년 11월 17일에 확인함.
- Wheeler-Bennett, John W. (1980) [1953]. 《Nemesis of Power: The German Army in Politics 1918–1945》. Basingstoke: Palgrave Macmillan. ISBN 0-333-06864-5.
- Wistrich, Robert (1982). 《Who's Who in Nazi Germany》. Macmillan Publishing Co. Inc. ISBN 0-02-630600-X.
- Zeller, Tom Jr. (2007년 1월 17일). “The Nuremberg Hangings — Not So Smooth Either”. 《New York Times》. 2019년 10월 15일에 확인함.

| (국가전쟁장관) 베르너 폰 블롬베르크 | 제1대 국방군 최고사령부 총장 1938년 2월 4일 – 1945년 5월 8일 | (국방장관) 빌리 슈토프 (동독) 테오도르 블랑크 (서독) |